# Lophocampa pseudocarye
Lophocampa pseudocarye är en fjärilsart som beskrevs av Rothschild 1909. Lophocampa pseudocarye ingår i släktet Lophocampa och familjen björnspinnare. Inga underarter finns listade i Catalogue of Life.